# Sweet Lou
Sweet Lou è un album di Lou Donaldson, pubblicato dalla Blue Note Records nel 1974. Il disco fu registrato al Generation Sound Studios di New York.

## Tracce
Lato A
1. You're Welcome, Stop on By – 3:55 (Bobby Womack, Truman Thomas) – Registrato il 21 marzo 1974
2. Lost Love – 5:49 (Lou Donaldson) – Registrato il 19 marzo 1974
3. Hip Trip – 6:28 (Horace Ott) – Registrato il 14 marzo 1974

Lato B
1. If You Can't Handle It, Give It to Me – 3:53 (Horace Ott) – Registrato il 14 marzo 1974
2. Love Eyes – 3:55 (Horace Ott) – Registrato il 14 marzo 1974
3. Peepin' – 6:14 (Lonnie Smith) – Registrato il 19 marzo 1974
4. Herman's Mambo – 4:36 (Herman Foster) – Registrato il 19 marzo 1974

## Musicisti
- Lou Donaldson - sassofono alto, sassofono alto elettrico
- Horace Ott - tastiere, sintetizzatore, arrangiamenti, conduttore musicale
- Paul Griffin - clavinet
- Cornell Dupree - chitarra
- Hugh McCracken - chitarra
- David Spinozza - chitarra
- Wilbur Bascomb Jr. - basso elettrico
- Bernard Purdie - batteria
- Jimmie Young - batteria
- Sconosciuto - congas
- Sconosciuto - vibrafono
- Sconosciuto - percussioni

+ Overdubs
- Danny Moore - tromba
- Ernie Royal - tromba
- Joe Shepley - tromba
- Garnett Brown - trombone
- Arthur Clarke - sassofono tenore, flauto
- Seldon Powell - sassofono tenore, flauto
- Buddy Lucas - armonica
- Bill Davis - accompagnamento vocale
- Eric Figueroa - accompagnamento vocale
- Eileen Gilbert - accompagnamento vocale
- Hilda Harris - accompagnamento vocale
- Barbara Massey - accompagnamento vocale
- William Sample - accompagnamento vocale
- Carl Williams Jr. - accompagnamento vocale